# L'Essor de l'Empire ottoman
 (août 2020).
L'Essor de l'Empire ottoman (Rise of Empires: Ottoman) est un docufiction historique turc en 12 épisodes, mettant en scène Cem Yiğit Üzümoğlu (tr) et Tommaso Basili. La série est réalisée par Emre Şahin (en) et écrite par Kelly McPherson. Elle est disponible en streaming sur Netflix depuis le 24 janvier 2020. La première saison raconte l'histoire de la prise de Constantinople par Mehmed le Conquérant, sultan de l'Empire ottoman tandis que la seconde saison évoque la guerre entre Mehmed le Conquérant et Vlad III l'Empaleur, prince de Valachie.
La deuxième saison est sortie le 29 décembre 2022.

## Synopsis
La série mêle des éléments de fiction à des interventions d'historiens. La première saison raconte la guerre menée par le sultan ottoman Mehmed II pour prendre Constantinople, la capitale de l'Empire romain d'Orient.
La deuxième saison se déroule huit ans après les évènements de la première saison et raconte la guerre entre Mehmed II et Vlad III l'Empaleur.

## Distribution
- Cem Yiğit Üzümoğlu (en) (VF : Eilias Changuel) : Mehmed le Conquérant (adulte)
- Tommaso Basili : Empereur Constantin XI
- Selim Bayraktar (en) (VF : Constantin Pappas) : Çandarlı Halil Hayreddin Pacha
- Birkan Sokullu (en) (VF : Thibaut Lacour) : Giovanni Giustiniani Longo
- Osman Sonant (en) (VF : Jérôme Keen) : Lucas Notaras
- Tuba Büyüküstün (VF : Léovanie Raud) : Mara Branković
- Ushan Çakır (en) (VF : Jean-Philippe Pertuit) : Zaganos Pacha
- Damla Sönmez (en) (VF : Diane Kristanek) : Ana
- İlayda Akdoğan (en) : Therma Sphrantzès
- Tuğrul Tülek (tr) : Georges Sphrantzès
- Luca Marroco : Gennadios Scholarios
- Cem Baza : Hassan Pacha
- Nail Kırmızıgül (tr) : Hızır Çelebi (en)
- Cagatay Atasağun : Sélim Pacha
- Doğan Can Sarıkaya : Mehmed le Conquérant (adolescent)
- Eva Dedova (en) : Catherine Branković
- Tolga Tekin (en) (VF : Frédéric Souterelle) : Sultan Mourad II
- Tansu Biçer (en) : Orban
- Erdal Yıldız : Suleïman Baltaoğlu
- Ali Keçeli : Jacob
- Caner Şahin (tr) : Ali
- Erdem Akakçe (tr) (VF : Éric Marchal) : Governeur Angelo Lomellini
- Baki Davrak (VF : Stéphane Miquel) : Đurađ Branković
- Özgür Basol : Karl
- Sinan Arslan : Général Giacomo Coco
- Massimiliano Giudice : Capitaine Tomasso
- Volga Sorgu (tr) : Andrej le mineur
- Andrew McAlindon : John Grant (en)
- Leyla Feray (en) : Hüma Hatun (en)
- Altug Elveris : Capitaine Andreas
- Fuat Fatih Odabaşı : Mehmed le Conquérant (enfant)
- Oğuz Özsoy : Orhan
- Daniel Nuță : Vlad III Tepes (Saison 2)
- Lars Brownworth (en) : historien
- Jason Goodwin : historien
- Marios Philippides (en) : historien
- Michael Talbot : historien
- Roger Crowley (en) : historien
- Emrah Safa Gürkan (en) : historien
- Celâl Şengör (en) : géologue
- Tom Papademetriou : historien
- Karen Barkey (en) : sociologue
- Tunç Şen : historien

## Production

### Fiche technique
- Titre original : Rise of Empires : Ottoman
- Titre français : L'Essor de l'Empire ottoman
- Réalisation : Emre Şahin
- Scénario : Benjamin Kramer, Liz Lake, Kelly McPherson, Emre Şahin
- Musique : Deniz Cuylan, Brian Bender
- Direction artistique : Ibrahim Erdil
- Décors : Zeki Sarayoglu
- Costumes : Cevren Sarayoglu
- Photographie : Jeffrey R. Daniels
- Casting : Büsra Dinçer,
- Production : Fikret Manoglu, Kelly McPherson, Emre Şahin
- Pays de production : Turquie
- Genre : Docufiction
- Nombre de saison :
- Nombre d'épisode : 12
- Durée : 45 minutes
- Dates de première diffusion : 24 janvier 2020
- Classification : interdit aux moins de 16 ans (France)

## Épisodes

### Première saison (2020)
1. Le nouveau sultan (The New Sultan)
2. Des murs à abattre (Through the Walls)
3. Dans la Corne d'Or (Into the Golden Horn)
4. Coulés par trahison (Loose Lips Sink Ships)
5. Anciennes prohéties (Ancient Prophecies)
6. Un tas de cendre (Ashes to ashes)

### Deuxième saison (2022)
1. Vers la guerre (House of War)
2. Eaux troubles (Troubled Water)
3. La terre de Dracula (Land of Dracula)
4. Du frère à l'ennemi (Brother No More)
5. Attaque de nuit (Night Attack)
6. Le destin (Destiny)